# Albánské království
Albánské království (gegskou albánštinou Mbretnija Shqiptare, standardně albánsky Mbretëria Shqiptare) byl stát na území dnešní Albánie existující od 1. září 1928 do 11. ledna 1946. V letech 1928–1939 vládl královskou diktaturou král Zog I., v letech 1939–1943 bylo království obsazeno fašistickou Itálií a byl to její loutkový stát a protektorát, zatímco vládu vedli italští guvernéři. Albánie v této době neexistovala jako nezávislý stát, ale jako autonomní součást Italské říše. Po německo-italské invazi do Jugoslávie se součástí tohoto „státu“ stala i Albánci osídlená okolní území: většina území moderního Kosova a okrajové části moderní Černé Hory, Severní Makedonie a Srbska. Záhy poté byla připojena i malá Albánci osídlená část řeckého Epiru. Po spojenecké Invazi na Sicílii v roce 1943 se Italové z Albánie stáhli a zemi na rok obsadili Němci. V letech 1944–1945 již zemi ovládali velitelé albánských partyzánských skupin pod velením komunistů. Ti 11. ledna 1946 zrušili monarchii a vyhlásili lidovou republiku.

## Historie

### Albánie před vyhlášením království
Albánie vyhlásila 28. listopadu 1912 nezávislost a stala se republikou. V Londýně byla 29. července 1913 podepsána mírová smlouva, která Albánii již stanovila definitivně jako autonomní, suverénní a dědičné knížectví. Z několika zájemců o albánský trůn byl úspěšný Wilhelm Wied v Neuwiedu z Porýní, rozhodujícím faktorem pro něj bylo to, že byl protestant a tedy přijatelný pro všechny. Wilhelm Wied dorazil do Albánie 7. března 1914, ale nedlouho poté vypukla první světová válka a nenacházeje východisko předtím než se opět nalodil na loď Misurata vydal prohlášení, v němž Albáncům sdělil, že neabdikuje ale opouští zemi proto že mu poměry v ní neumožňují řádnou správu země. Kníže vyjádřil přesvědčení, že během jeho dočasné nepřítomnosti "si bude moci lid v klidu rozmyslet a najít pro sebe správnou cestu".
Po ukončení války zůstával osud nezávislé Albánie nejistý. Podle Londýnského paktu by velkou část Albánie dostala Itálie a zbytek Řecko, popř. Srbsko, ale díky přičinění amerického prezidenta Wilsona zůstala Albánie nezávislým státem a monarchií. Krátce po jejím ukončení roku 1920 došlo k jedné významné změně; hlavní město bylo přesunuto z Drače do Tirany, tehdy malého dvacetitisícového města. V roce 1924 vypukla v hlavním městě revoluce, která vyústila ve zrušení monarchie a vytvoření republiky. Legálním titulárním panovníkem Albánie však stále zůstal kníže Vilém Wied.
Mezi lety 1922 až 1939 byl vůdčí albánskou postavou Ahmet Zogu, který byl nejdříve premiérem 1922–1924, později prvním prezidentem Albánie 1925–1928. K jeho dosazení napomohly jugoslávské síly. Zog I. odvozoval svůj původ od hrdinného Skanderbega (i když proto musel být upraven rodokmen), což však nic nemění na tím, že některými historiky je podobně jako Napoleon Bonaparte považován za uzurpátora trůnu, který předtím patřil dědičně zvolenému rodu Wiedů.

### Vyhlášení Albánského království
Roku 1928 Zog I. prohlásil zemi královstvím a sobě uzurpoval titul krále (krále Albánců). Tímto potvrdil svůj diktátorský post a trvalou vládu v zemi. I když byla oficiálně Albánie konstituční monarchie, král Zog I. vládl pomocí královské diktatury. Zogu vládl až do roku 1939 kdy Albánii obsadila Itálie. Jen pár dní předtím se mu narodil dědic trůnu Leka.

### Druhá světová válka a okupace

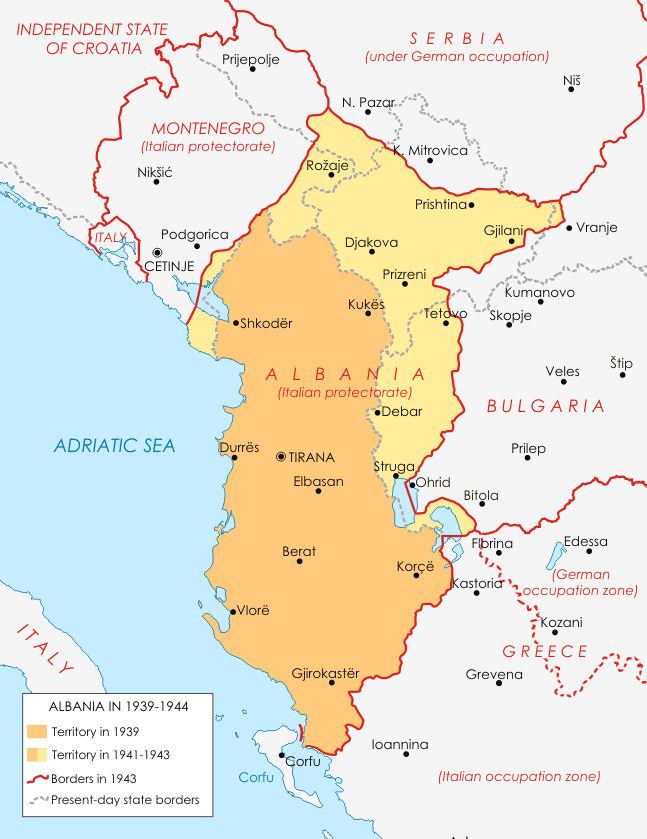
Albánie v době druhé světové války

Ve dnech 7.–12. dubna 1939, pouhých 5 měsíců před vypuknutím druhou světovou válkou Albánii obsadila fašistická Itálie a titul Albánského krále obdržel od italské vlády král Viktor Emanuel III. Zogu opustil zemi a žil v Londýně jako exilový král a po válce na dvoře egyptského krále Farúka. Roku 1943 po spojeneckém vylodění v Itálii se italský král Viktor Emanuel III. vzdal titulu Albánského krále (a etiopského císaře) a v Albánii nahradili Italy Němci, kteří zde vytrvali až do roku 1944. Za spoluúčasti albánské komunistické strany se zformovalo protifašistické partyzánské hnutí, které roku 1944 zemi osvobodilo. V jeho čele stál Enver Hodža, ten mezi lidmi získal ohromnou oblibu a stal se velkou autoritou. Okamžitě po skončení bojů získala PPSH moc a začala provádět komunistické reformy.

### Vyhlášení lidové republiky
Na permetské konferenci v květnu 1944 v Permetu byli zastoupeni velitelé albánských partyzánských skupin pod velením komunistů. Na této konferenci se komunistická Antifašistická národní fronta (ANFO) konstituovala na zákonodárný sbor Albánie. ANFO byla řízena Osvobozeneckým výborem, který byl její součástí. Nyní se však tento výbor stal za novou albánskou vládu. V říjnu se do jejího čela postavil Enver Hodža a 10. listopadu 1945 byla vláda uznána západními mocnostmi. Již od konce roku 1944 totiž mohli komunisté regulovat mezinárodní obchod, a výrobu v zemi – tyto změny zařídila přechodná vláda, která v zemi vládla až do voleb v prosinci následujícího roku. V těch byla však připuštěna jen kandidátka Demokratické fronty (tu tvořili v podstatě členové komunistického odboje), ostatní strany kandidovat nemohly. Volební výsledky nakonec skončily 92% vítězstvím komunistů.
Ti 11. ledna 1946 zrušili monarchii a vyhlásili lidovou republiku. Na jaře téhož roku vznikla nová vláda, jejímž předsedou se stal Hodža, který zastával též i funkce některých ministrů (zahraničí, obrany).